# The Allisons
The Allisons waren ein britisches Gesangsduo, das zu Beginn der 1960er Jahre mit Popmusik erfolgreich war und insbesondere durch den zweiten Platz beim Grand Prix Eurovision 1961 bekannt wurde.

## Mitglieder
- John Brian Alford (* 31. Dezember 1939 in London, England)
- Bob Colin Day (* 2. Februar 1941 in Trowbridge, England; † 25. November 2013)

## Geschichte
Die Allisons haben ihre Wurzeln in dem Duo The Shadows Brothers, das in den 1950er Jahren in den Youth Clubs des Londoner Südwesten begann. Es war von Brian Alford und John White gegründet worden und erreichte den Gipfel seiner Popularität 1958 mit einem Auftritt in der britischen Talentshow Television Discoveries. Anfang 1959 ließ White das Duo platzen, und Alford gründete im Sommer 1959 mit Colin Day das Duo The Allisons. Beide Akteure änderten ihre Namen: Aus Alford wurde John Allison und aus Day Bob Allison. 
Zunächst traten die Allisons in der bekannten Londoner Coffee Bar Bread Basket auf. Nach mehreren erfolgreichen Auftritten in Talentshows schickte Alford 1961 der Plattenfirma Fontana ein Demoband mit dem von ihm komponierte Song Are You Sure ein. Fontana griff sofort zu und brachte den Titel im Februar 1961 auf der Single Fontana 294 heraus. Noch im selben Monat nahm die britische Musikzeitung New Musical Express den Song in ihre Chartliste Top 30 auf. Am 7. April 1961 hatte Are You Sure den Spitzenplatz erreicht, den der Titel für zwei Wochen behauptete. Bereits im März des Jahres hatten die Allisons Großbritannien mit Are You Sure beim Grand Prix Eurovision in Cannes vertreten und hatte den zweiten Platz erreicht. 
Auch mit den Titeln Words (1961, 25.) und Lessons in Love (1962, 23.) kamen die Allisons in die NME Top 30. Ihr Erfolg mit Are You Sure hatten ihnen auch dazu verholfen, weltweit Singles zu veröffentlichen. In den USA erschienen drei, in Deutschland sogar vier Platten. Trotzdem schwand die Popularität der Allisons schnell wieder, was auch einem schlechten Management geschuldet war. Fontana beendete 1962 nach der sechsten Single den Plattenvertrag. Daraufhin trennte sich das Duo, und John Alford begann hauptberuflich als Songwriter zu arbeiten. In den 1970er und 1980er Jahren traten beide Akteure bei einigen Konzerten noch einmal als die Allisons auf. 

## Diskografie

### Vinyl-Singles
| A/B-Seite                                   | Katalog-Nr.    | Veröffentlichung |
| ------------------------------------------- | -------------- | ---------------- |
| Großbritannien                              | Fontana        |                  |
| Are You Sure / There’s One Thing More       | 294            | Februar 1961     |
| Words / Blue Tears                          | 304            | Mai 1961         |
| What a Mess! / Lorraine                     | 336            | Oktober 1961     |
| Lessons in Love / Oh, My Love               | 362            | Januar 1962      |
| Sweet And Lovely / Sugar Love               | 267231         | Juni 1962        |
| I’ll Cross My Fingers / You Should Be Sorry | 267255         | Dezember 1962    |
| USA                                         |                |                  |
| Are You Sure / There's One Thing More       | London 1977    | März 1961        |
| Words / Blue Tears                          | Columbia 42034 | Mai 1961         |
| Lessons in Love / Oh, My Love               | Smash 1749     | März 1962        |
| Deutschland                                 | Fontana        |                  |
| Are You Sure / There's One Thing More       | 267139         | Mai 1961         |
| Goodbye, farewell / There's One Thing More  | 267139         | 1961             |
| Words / Blue Tears                          | 267145         | August 1961      |
| Lessons in Love / Oh, My Love               | 267191         | März 1962        |

### Vinyl-Langspielplatten
| Titel          | Katalog-Nr.    | Veröffentlichung |
| -------------- | -------------- | ---------------- |
| Are You Sure   | Fontana 5135   | UK 1961          |
| The Allisons   | Spindletop 128 | US 1980          |
| Inside and Out | Skyline 009    | UK 1985          |